# Kepler-444b
Kepler-444b es un planeta extrasolar que forma parte de un sistema planetario formado por al menos cinco planetas. Orbita la estrella denominada Kepler-444. Fue descubierto en el año 2015 por la sonda Kepler por medio de tránsito astronómico.